# トルコ国鉄 HT80000系電車
トルコ国鉄HT80000系(TCDD HT80000) はトルコ国鉄が運用する動力分散型の高速鉄道車両である。生産はドイツのシーメンス社の輸送部門シーメンス・モビリティが担当した。80000系はシーメンスの自社ブランドヴェラロをベースとしており、シーメンス側の呼称は『Velaro TR』となっている。イスタンブールからアンカラ間で運用されている。最高速度は300km/h。

## 概要
2013年にトルコ国鉄がシーメンス・モビリティとの間で7年間のメンテナンス契約、運転シミュレーター提供を含む17編成の調達で合意、車両は初回1編成、2回目6編成、最終10編成の三度にわたって納入されることになった。
2014年にトルコの公共入札委員会による証明書不備指摘により、3次10編成は一旦キャンセルされている。
キャンセル分はシーメンスがヴェラロを再提案し、フランスのアルストムやスペインのCAF、カナダのボンバルディア・トランスポーテーション、韓国の現代ロテムも参加し、このうち最終入札に残った前者2社争う形で2017年1月30日より再入札が行われることになった。。
2015年5月23日に1次車がアンカラ-コンヤ線で営業運転を開始。2次車は2016年1月29日にドイツから発送され、2月17日にトルコに到着したが、営業運転投入は2017年3月10日までずれ込んでいる。

## 設計

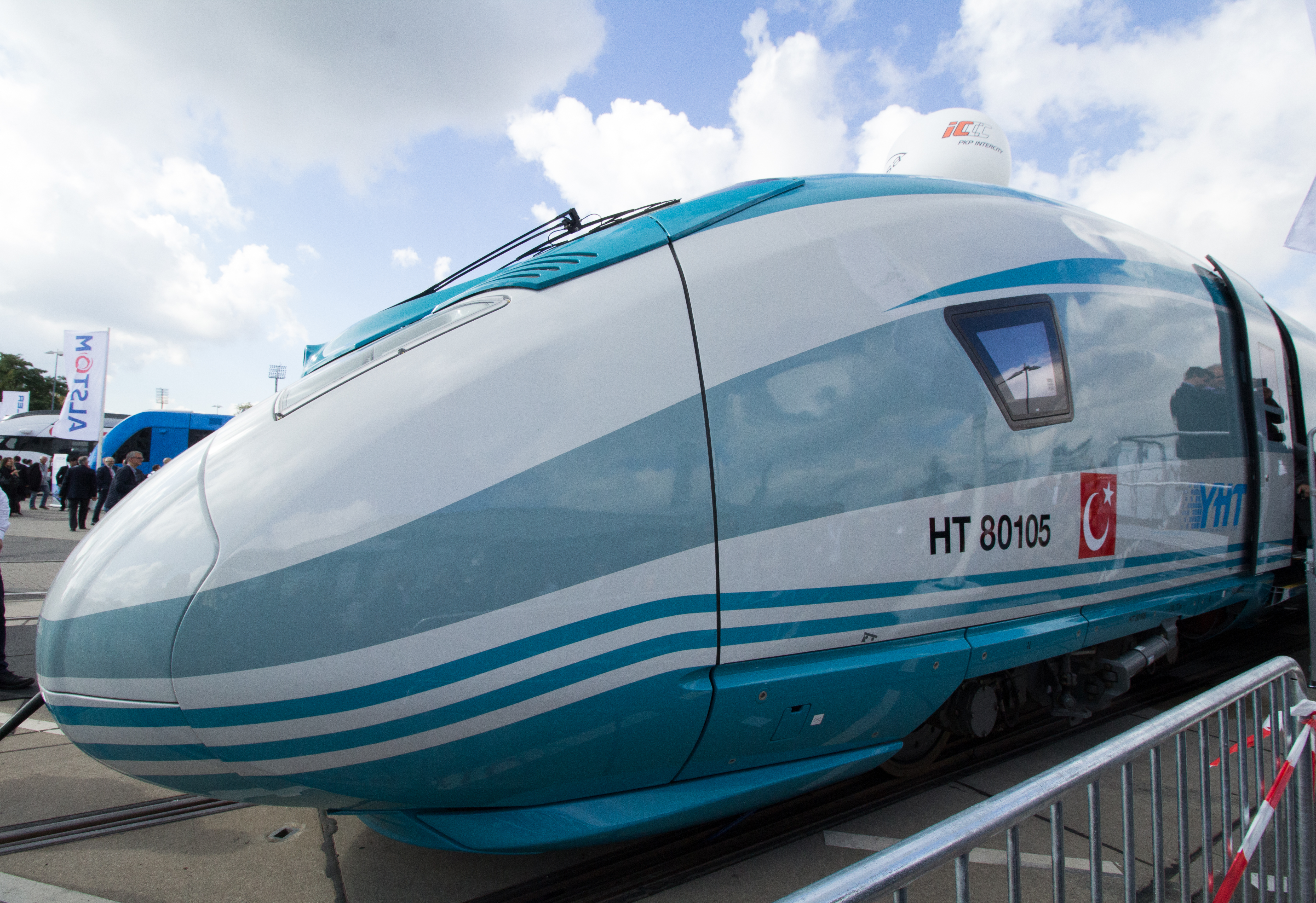
イノトランスで展示されたVelaro TR

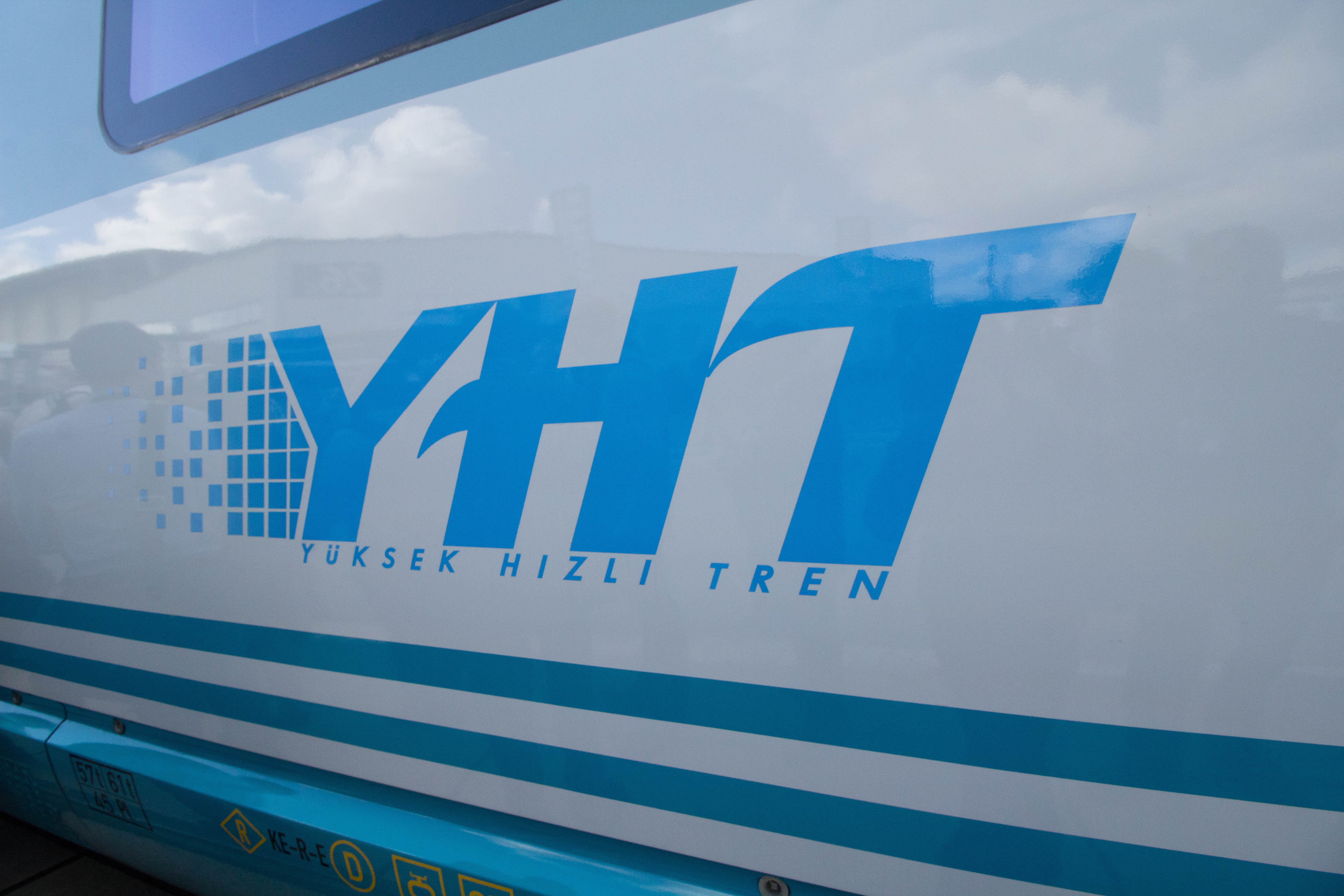
YHT（『高速列車』）のロゴ

ヴェラロDをベースに開発された。1編成は8両で、2編成を連結した16両編成で運用する事もできる。摂氏-25～40度の環境に対応。

### 外観
先代のHT65000系でも使われていた伝統的な「赤、白、ダークブルー」のカラーリングではなく、「白、ターコイズグレー」が選ばれている。ヘッドライトが連結器寄りにあったヴェラロ初期型のICE3Mよりは、フロントガラス寄りに配置されている、2世代目にあたるユーロスターの374形（ユーロスターe320）に近い外観である。大幅なモデルチェンジはなされていないが、ドア部の窓が拡大されたり、航空機スタイルの丸窓ではなく四角窓が採用されているなど、マイナーチェンジが施されている。全ての機器はボディマウント化されている。

### 客室
1次車（Velaro D）は定員460席（エコノミークラス333席、ファーストクラス111席、ビストロ16席）、
2次車（Velaro TR）はエコノミークラス424席、ファーストクラス45席、バリアフリー2席に、3つのコンパートメントに各4席の座席を備えたビジネスクラス12席とビストロ36席の合計519席という構成。ファーストクラスはパーソナルモニターを備えている。

### 性能
過去のシリーズを元により最適化された先頭形状はトンネル部での衝撃波や走行抵抗、騒音をより抑制している。旅客機の有償旅客1人1km当たり136グラムに比較すると、乗客1人を1km運ぶ時のCO2を14グラムにまで削減している。1次車の1編成は最高速度が300→320km/h、電圧や周波数は交流25kV・50Hz→交流15kV・16.7Hz / 交流25kV・50Hｚ / 直流1500V / 直流3000Vの4電源対応などドイツ鉄道向けの仕様に揃えられている。またインテリアや座席定員も2次車とは同一ではない。

## 事故
2018年12月13日、本形式1編成が電気機関車列車と衝突した。

## 関連
- トルコ国鉄
- トルコ高速鉄道
  - YHT(Yüksek Hızlı Tren)（英語版） - トルコ国鉄の高速列車のブランド
    - トルコ国鉄 HT65000系電車
- ヴェラロ
  - ドイツ鉄道407形電車 - ヴェラロD